# Diaphananthe vandiformis
Espèce
Synonymes
- Angraecum ledermannianum Kraenzl.[1]
- Listrostachys vandiformis Kraenzl.[1]

Diaphananthe vandiformis (Kraenzl.) Schltr. est une espèce de plantes à fleurs de la famille des Orchidaceae et du genre Diaphananthe. C'est une orchidée décrite pour la première fois par Fritz Kränzlin. Elle est relativement rare, endémique du Cameroun.

## Description
C'est une herbe large présentant de nombreuses feuilles. L'inflorescence est pendante de 25 cm de long. Les fleurs sont jaunes ou blanches et présentent des pétales lancéolés et un éperon napiforme.